# Клермонт (Вайомінг)
Клермонт (англ. Clearmont) — місто (англ. town) в США, в окрузі Шеридан штату Вайомінг. Населення — 116 осіб (2020).

## Географія
Клермонт розташований за координатами 44°38′24″ пн. ш. 106°22′52″ зх. д. / 44.64000° пн. ш. 106.38111° зх. д. (44.640056, -106.381208).  За даними Бюро перепису населення США в 2010 році місто мало площу 0,41 км², уся площа — суходіл.

### Клімат
| Клімат : Клермонт     | Клімат : Клермонт | Клімат : Клермонт | Клімат : Клермонт | Клімат : Клермонт | Клімат : Клермонт | Клімат : Клермонт | Клімат : Клермонт | Клімат : Клермонт | Клімат : Клермонт | Клімат : Клермонт | Клімат : Клермонт | Клімат : Клермонт | Клімат : Клермонт |
| Показник              | Січ.              | Лют.              | Бер.              | Квіт.             | Трав.             | Черв.             | Лип.              | Серп.             | Вер.              | Жовт.             | Лист.             | Груд.             | Рік               |
| Середній максимум, °C | 1,2               | 3,2               | 9,1               | 14,2              | 19,3              | 24,6              | 29,6              | 29,1              | 22,6              | 15,3              | 7,3               | 1,1               | 14,7              |
| Середній мінімум, °C  | −14,1             | −11,7             | −6,2              | −1,7              | 3,3               | 8,3               | 11,6              | 10,3              | 4,3               | −1,7              | −8,3              | −14,3             | −1,7              |
| Норма опадів, мм      | 11                | 9                 | 23                | 35                | 56                | 52                | 41                | 20                | 33                | 29                | 13                | 9                 | 329               |
| --------------------- | ----------------- | ----------------- | ----------------- | ----------------- | ----------------- | ----------------- | ----------------- | ----------------- | ----------------- | ----------------- | ----------------- | ----------------- | ----------------- |
| Джерело: NOAA         |                   |                   |                   |                   |                   |                   |                   |                   |                   |                   |                   |                   |                   |

## Демографія
Згідно з переписом 2010 року, у місті мешкали 142 особи в 57 домогосподарствах у складі 41 родини. Густота населення становила 345 осіб/км².  Було 66 помешкань (160/км²).
Расовий склад населення:
| - 95,1 % — білих - 3,5 % — корінних американців |

До двох чи більше рас належало 0,7 %. Частка іспаномовних становила 7,7 % від усіх жителів.
За віковим діапазоном населення розподілялося таким чином: 30,3 % — особи молодші 18 років, 64,1 % — особи у віці 18—64 років, 5,6 % — особи у віці 65 років та старші. Медіана віку мешканця становила 35,8 року. На 100 осіб жіночої статі у місті припадало 82,1 чоловіків;  на 100 жінок у віці від 18 років та старших — 94,1 чоловіків також старших 18 років.
Середній дохід на одне домашнє господарство  становив 43 161 долар США (медіана — 36 667), а середній дохід на одну сім'ю — 59 994 долари (медіана — 64 583). За межею бідності перебувало 5,1 % осіб, у тому числі 0,0 % дітей у віці до 18 років та 0,0 % осіб у віці 65 років та старших.
Цивільне працевлаштоване населення становило 47 осіб. Основні галузі зайнятості: освіта, охорона здоров'я та соціальна допомога — 42,6 %, будівництво — 19,1 %, публічна адміністрація — 14,9 %.
За даними перепису 2000 року,
на території муніципалітету мешкало 115 людей, було 50 садиб та 29 сімей.
Густота населення становила 296,0 осіб/км². Було 65 житлових будинків.
З 50 садиб у 28,0% проживали діти до 18 років, подружніх пар, що мешкали разом, було 36,0 %,
садиб, у яких господиня не мала чоловіка — 14,0 %, садиб без сім'ї — 42,0 %.
Власники 40,0 % садиб мали вік, що перевищував 65 років, а в 10,0 % садиб принаймні одна людина була старшою за 65 років.
Кількість людей у середньому на садибу становила 2,30, а в середньому на родину 3,00.
Середній річний дохід на садибу становив 40 833 доларів США, а на родину — 44 167 доларів США.
Чоловіки мали дохід 26 250 доларів, жінки — 20 500 доларів.
Дохід на душу населення був 12 901 доларів.
Приблизно 19,4 % родин та 20,0 % населення жили за межею бідності.
Серед них осіб до 18 років було 13,7 %, і понад 65 років — 50,0 %.
Середній вік населення становив 40 років.